# Petroșnița
Petroșnița – wieś w Rumunii, w okręgu Caraș-Severin, w gminie Bucoșnița. W 2011 roku liczyła 984 mieszkańców. 